# Castelul Gődény de la Ohat
Castelul Gődény se află în Ohat, Egyek, Hajdú-Bihar, Ungaria.